# Chrysostomus Wieser

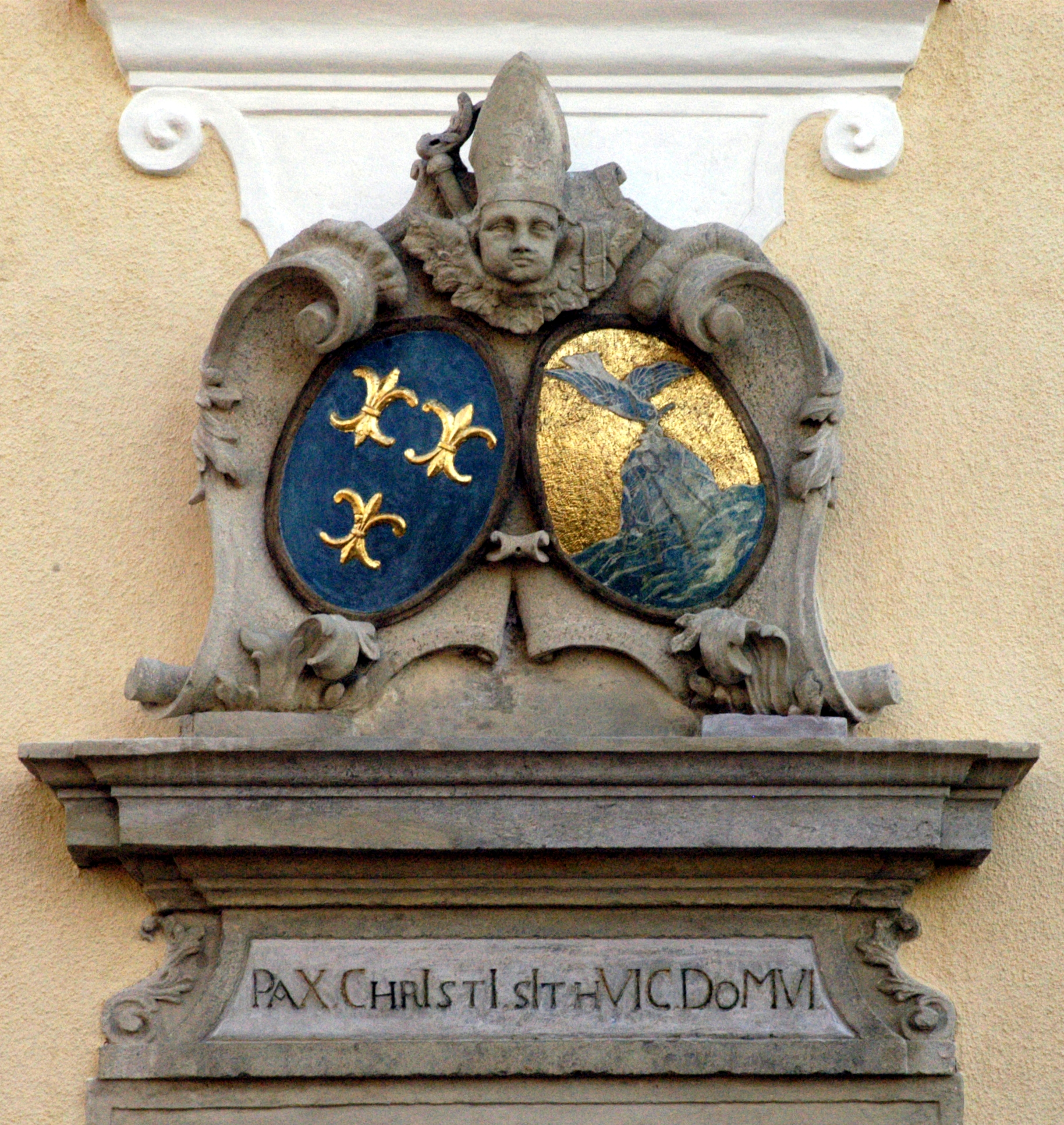
Wappen von Abt Chrysostomus Wieser am Pfarrhof in Radlbrunn, 1725

Chrysostomus Johannes Wieser (* 4. Februar 1664 in Hainfeld, Niederösterreich; † 26. Februar 1747 in Lilienfeld, Niederösterreich) war Abt des Stiftes Lilienfeld.

## Leben
Er entstammte einer Ledererfamilie und trat 1688 in das Stift Lilienfeld ein. Er wurde am 9. Juni 1691 zum Priester geweiht und übernahm einen Kaplansposten in Traisen. Er bekleidete diverse Ämter in der Pfarrseelsorge und in der stiftlichen Administration und wurde am 25. Juni 1716 zum Abt gewählt. Er war 1727–1746 Generalvikar des Zisterzienserordens für Österreich und die Steiermark, von 1728 bis 1738 auch für Ungarn. 1732 wurde er Kaiserlicher Rat und Verordneter im Prälatenstand. 
Er war an der Barockisierung der Stiftskirche beteiligt, war Herausgeber von Statuten für die Klöster der Österreichischen Zisterzienserkongregation (1731). Der Konvent wuchs erheblich während seiner Amtszeit; der erste Novize, den er eingekleidet hat, war der berühmte Geschichtsforscher und Numismatiker Chrysostomus Hanthaler. Wieser gilt als der bekannteste Barockabt des Stiftes Lilienfeld. 
In seinem Nachlass sind zahlreiche Predigten (über das Marienoffizium, an die Novizen, aus dem Nekrolog, über die Benediktsregel) erhalten und Aufzeichnungen für das Stiftsnekrologium.